# 秋田県立大曲支援学校
秋田県立大曲支援学校（あきたけんりつおおまがりしえんがっこう）は、秋田県大仙市大曲西根字下成沢にある公立特別支援学校。知的障害者を教育対象とする。

## 概要
学校敷地内には寄宿舎があり、大仙市から来た生徒の他湯沢市や仙北市からきた生徒も受け入れている。
また、バスケットボール部や美術部と言った部活動もある。
2013年4月には、同市の角館児童館内に「せんぼく分教室」を開設した。同分教室は2016年に閉鎖され、同年には、秋田県立角館高等学校の定時制校舎の敷地内にせんぼく校を開設し、分教室当時はなかった高等部もせんぼく側でも受け入れることになった。

## 沿革
- 1979年 - 秋田県立南養護学校大曲分教室として、大曲市立花館小学校内に開設
- 1982年 - 大曲市立大曲小学校内に移転
- 1992年4月1日 - 秋田県立大曲養護学校として開校
- 2013年4月1日 - 仙北市の仙北市角館児童館内にせんぼく分教室（小学部・中学部）を開設。
- 2016年3月31日 - せんぼく分教室を閉室。
- 2016年4月1日
  - 校名を秋田県立大曲支援学校に改称[1]。
  - 仙北市の秋田県立角館高等学校の定時制課程校舎の敷地内にせんぼく校（小学部・中学部・高等部）を開設。旧せんぼく分教室をせんぼく校に移管。

## 学部
- 小学部
- 中学部
- 高等部

## 行事
- 大運動会
- 曲養祭
- 花火大会(寄宿舎主催)

## 分校
- せんぼく校 - 秋田県立角館高等学校定時制課程校舎敷地内に設置。